# 2011-es Ázsia-kupa (D csoport)
A 2011-es Ázsia-kupa D csoportja egyike volt a 2011-es Ázsia-kupa 4 csoportjának. A csoport első mérkőzéseit január 11-én, míg a befejezőkört január 19-én játszották a csapatok. A hat mérkőzés helyszíne Doha és Al Rayyan volt. A csoport tagjai: a 2007-es győztes Irak, Észak-Korea, Irán és az Arab Emírségek voltak.

## Tabella
| Csapat                  | M | Gy | D | V | G+ | G– | Gk | P |
| ----------------------- | - | -- | - | - | -- | -- | -- | - |
| Irán                    | 3 | 3  | 0 | 0 | 6  | 1  | +5 | 9 |
| Irak                    | 3 | 2  | 0 | 1 | 3  | 2  | +1 | 6 |
| Észak-Korea             | 3 | 0  | 1 | 2 | 0  | 2  | –2 | 1 |
| Egyesült Arab Emírségek | 3 | 0  | 1 | 2 | 0  | 4  | –4 | 1 |

Minden időpont UTC+3.

## Észak-Korea – Egyesült Arab Emírségek
| 2011. január 11. 16:15 UTC+3 |

| Észak-Korea | 0–0         | Egyesült Arab Emírségek |
| ----------- | ----------- | ----------------------- |
|             | Jegyzőkönyv |                         |

| Qatar SC Stadion Nézőszám: 3 639 Játékvezető: Subkhiddin Mohd Salleh (maláj) |

| Észak-Korea | Egyesült Arab Emírségek |

| ÉSZAK-KOREA:         |    |                        |
|                      |    |                        |
| GK                   | 1  | Ri Mjongguk            |
| RB                   | 2  | Cha Jong-Hyok 12'      |
| CB                   | 14 | Pak Namcshol           |
| CB                   | 5  | Ri Kwang-Chon          |
| LB                   | 12 | Jon Kwang-Ik           |
| CM                   | 17 | An Yong-Hak            |
| CM                   | 7  | Rjang Jonggi           |
| RW                   | 23 | Kim Kuk-Jin            |
| LW                   | 4  | Pak Namcshol 25' 79'   |
| CF                   | 10 | Hong Yong-Jo (Csk) 49' |
| CF                   | 9  | Jong Tae-Se 83'        |
| Cserék:              |    |                        |
| FW                   | 19 | An Chol-Hyok 49'       |
| MF                   | 6  | Choe Myong-Ho 79'      |
| FW                   | 21 | Pak Chol-Min 83'       |
| Szövetségi kapitány: |    |                        |
| Jo Tong Sop          |    |                        |

| EGYESÜLT ARAB EMÍRSÉGEK: |    |                       |
|                          |    |                       |
| GK                       | 1  | Majed Naser           |
| RB                       | 2  | Khalid Sebil Lashkari |
| CB                       | 8  | Hamdan Al Kamali 7'   |
| CB                       | 14 | Walid Abbas           |
| LB                       | 17 | Yousif Jaber          |
| CM                       | 5  | Amer Abdulrahman      |
| CM                       | 4  | Subait Khater (Csk)   |
| AM                       | 10 | Ismail Matar 90'      |
| RW                       | 7  | Ali Al-Wehaibi 90'    |
| LW                       | 15 | Ismail Al Hammadi     |
| CF                       | 11 | Ahmed Khalil 77'      |
| Cserék:                  |    |                       |
| FW                       | 20 | Saeed Al Kathiri 77'  |
| FW                       | 9  | Mohamed Al Shehhi 90' |
| FW                       | 23 | Omar Abdulrahman 90'  |
| Szövetségi kapitány:     |    |                       |
| Srečko Katanec           |    |                       |

| Mérkőzés embere: Ismail Matar (Egyesült Arab Emírségek) Asszisztensek: Mu Yuxin (kínai) Mohd Sabri Bin Mat Daud (maláj) Negyedik számú játékvezető: Abdullah Balideh (katari) |

## Irak – Irán
| 2011. január 11. 19:15 UTC+3 |

| Irak        | 1–2               | Irán                  |
| ----------- | ----------------- | --------------------- |
| Mahmoud 13' | (1–1) Jegyzőkönyv | Rezaei 42' Mobali 84' |

| Ahmed bin Ali Stadion Nézőszám: 10 478 Játékvezető: Ravshan Ermatov (üzbég) |

| Irak | Irán |

| IRAK:                |    |                         |
|                      |    |                         |
| GK                   | 12 | Mohammed Gassid         |
| RB                   | 14 | Salam Shakir 46'        |
| CB                   | 16 | Samal Saeed             |
| CB                   | 15 | Ali Rehema              |
| LB                   | 18 | Mahdi Karim             |
| CM                   | 5  | Nashat Akram            |
| CM                   | 17 | Alaa Abdul-Zahra        |
| RW                   | 4  | Qusay Munir 88'         |
| LW                   | 11 | Hawar Mulla Mohammed    |
| CF                   | 7  | Emad Mohammed 82'       |
| CF                   | 10 | Younis Mahmoud (Csk)    |
| Cserék:              |    |                         |
| DF                   | 21 | Ahmad Ibráhím Halaf 46' |
| MF                   | 8  | Samer Saeed 83' 82'     |
| FW                   | 9  | Mustafa Karim 88'       |
| Szövetségi kapitány: |    |                         |
| Wolfgang Sidka       |    |                         |

| IRÁN:                |    |                              |
|                      |    |                              |
| GK                   | 1  | Mehdi Rahmati                |
| RB                   | 20 | Mohammad Nosrati             |
| CB                   | 5  | Hadi Aghili                  |
| CB                   | 4  | Jalal Hosseini               |
| LB                   | 11 | Ehsan Hajisafi               |
| CM                   | 6  | Javad Nekounam (Csk)         |
| CM                   | 14 | Andranik Teymourian          |
| RW                   | 7  | Gholamreza Rezaei            |
| LW                   | 23 | Iman Mobali 87'              |
| CF                   | 19 | Mohammad Gholami 84'         |
| CF                   | 8  | Masoud Shojaei 69'           |
| Cserék:              |    |                              |
| FW                   | 9  | Mohammad Reza Khalatbari 69' |
| FW                   | 10 | Karim Ansarifard 84'         |
| MF                   | 18 | Pejman Nouri 87'             |
| Szövetségi kapitány: |    |                              |
| Afshin Ghotbi        |    |                              |

| Mérkőzés embere: Iman Mobali (Irán) Asszisztensek: Abdukhamidullo Rasulov (üzbég) Rafael Ilyasov (üzbég) Negyedik számú játékvezető: Valentin Kovalenko (üzbég) |

## Irán – Észak-Korea
| 2011. január 15. 16:15 UTC+3 |

| Irán           | 1–0               | Észak-Korea |
| -------------- | ----------------- | ----------- |
| Ansarifard 63' | (0–0) Jegyzőkönyv |             |

| Qatar SC Stadion Nézőszám: 6488 Játékvezető: Nawaf Shukralla (bahreini) |

| Irán | Észak-Korea |

| IRÁN:                |    |                          |
|                      |    |                          |
| GK                   | 1  | Mehdi Rahmati            |
| RB                   | 20 | Mohammad Nosrati 61'     |
| CB                   | 5  | Hadi Aghili              |
| CB                   | 4  | Jalal Hosseini           |
| LB                   | 11 | Ehsan Hajsafi            |
| CM                   | 6  | Javad Nekounam (Csk)     |
| CM                   | 18 | Pejman Nouri 89'         |
| CM                   | 23 | Iman Mobali 46'          |
| RW                   | 2  | Khosro Heydari 90'       |
| LW                   | 9  | Mohammad Reza Khalatbari |
| CF                   | 10 | Karim Ansarifard 28' 90' |
| Cserék:              |    |                          |
| MF                   | 17 | Mohammad Nouri 46'       |
| FW                   | 7  | Gholamreza Rezaei 61'    |
| FW                   | 19 | Mohammad Gholami 90'     |
| Szövetségi kapitány: |    |                          |
| Afshin Ghotbi        |    |                          |

| ÉSZAK-KOREA:         |    |                        |
|                      |    |                        |
| GK                   | 1  | Ri Mjongguk            |
| RB                   | 2  | Cha Jong-Hyok          |
| CB                   | 3  | Ri Jun-Il              |
| CB                   | 5  | Ri Kwang-Chon          |
| LB                   | 12 | Jon Kwang-Ik           |
| CM                   | 17 | An Yong-Hak            |
| CM                   | 4  | Pak Namcshol 13'       |
| RW                   | 11 | Mun In-Guk 62'         |
| LW                   | 23 | Kim Kuk-Jin            |
| CF                   | 9  | Jong Tae-Se 65'        |
| CF                   | 10 | Hong Yong-Jo (Csk) 10' |
| Cserék:              |    |                        |
| MF                   | 7  | Rjang Jonggi 62'       |
| FW                   | 21 | Pak Chol-Min 65'       |
| Szövetségi kapitány: |    |                        |
| Jo Tong Sop          |    |                        |

| Mérkőzés embere: Hadi Aghili (Irán) Asszisztensek: Khaled Al Allan (bahreini) Mohammed Jawdat Nehlawi (szíriai) Negyedik számú játékvezető: Mohamed Benouza (algériai) |

## Egyesült Arab Emírségek – Irak
| 2011. január 15. 19:15 UTC+3 |

| Egyesült Arab Emírségek | 0–1               | Irak                |
| ----------------------- | ----------------- | ------------------- |
|                         | (0–0) Jegyzőkönyv | Abbas 90+3' (öngól) |

| Ahmed bin Ali Stadion Nézőszám: 7233 Játékvezető: Nisimura Júicsi (japán) |

| Egyesült Arab Emírségek | Irak |

| EGYESÜLT ARAB EMÍRSÉGEK: |    |                         |
|                          |    |                         |
| GK                       | 1  | Majed Naser             |
| RB                       | 2  | Khalid Sebil Lashkari   |
| CB                       | 8  | Hamdan Al Kamali        |
| CB                       | 14 | Walid Abbas             |
| LB                       | 17 | Yousif Jaber            |
| CM                       | 5  | Amer Abdulrahman        |
| CM                       | 4  | Subait Khater (Csk) 84' |
| AM                       | 10 | Ismail Matar 60'        |
| RW                       | 7  | Ali Al-Wehaibi 74'      |
| LW                       | 15 | Ismail Al Hammadi       |
| CF                       | 11 | Ahmed Khalil 68'        |
| Cserék:                  |    |                         |
| DF                       | 19 | Saeed Al Kass 68'       |
| DF                       | 21 | Mahmoud Khamees 74'     |
| MF                       | 16 | Amer Mubarak 84'        |
| Szövetségi kapitány:     |    |                         |
| Srečko Katanec           |    |                         |

| IRAK:                |    |                          |
|                      |    |                          |
| GK                   | 12 | Mohammed Gassid          |
| RB                   | 21 | Ahmad Ibráhím Halaf 53'  |
| CB                   | 16 | Samal Saeed              |
| CB                   | 15 | Ali Rehema               |
| LB                   | 18 | Mahdi Karim              |
| CM                   | 5  | Nashat Akram             |
| CM                   | 17 | Alaa Abdul-Zahra 74'     |
| RW                   | 4  | Qusay Munir              |
| LW                   | 11 | Hawar Mulla Mohammed 64' |
| CF                   | 7  | Emad Mohammed 61'        |
| CF                   | 10 | Younis Mahmoud (Csk)     |
| Cserék:              |    |                          |
| MF                   | 13 | Karrar Jassim 61'        |
| DF                   | 3  | Bassim Abbas 64'         |
| FW                   | 9  | Mustafa Karim 74'        |
| Szövetségi kapitány: |    |                          |
| Wolfgang Sidka       |    |                          |

| Mérkőzés embere: Younis Mahmoud (Irak) Asszisztensek: Toru Sagara (japán) Toshiyuki Nagi (japán) Negyedik számú játékvezető: Valentin Kovalenko (üzbég) |

## Irak – Észak-Korea
| 2011. január 19. 19:15 UTC+3 |

| Irak       | 1–0               | Észak-Korea |
| ---------- | ----------------- | ----------- |
| Jassim 22' | (1–0) Jegyzőkönyv |             |

| Ahmed bin Ali Stadion Nézőszám: 4111 Játékvezető: Subkhiddin Mohd Salleh (maláj) |

| Irak | Észak-Korea |

| IRAK:                |    |                            |
|                      |    |                            |
| GK                   | 12 | Mohammed Gassid            |
| RB                   | 16 | Samal Saeed                |
| CB                   | 15 | Ali Rehema                 |
| CB                   | 21 | Ahmad Ibráhím Halaf        |
| LB                   | 3  | Bassim Abbas               |
| CM                   | 4  | Qusay Munir                |
| CM                   | 5  | Nashat Akram               |
| RW                   | 18 | Mahdi Karim                |
| LW                   | 13 | Karrar Jassim 77'          |
| CF                   | 9  | Mustafa Karim 73'          |
| CF                   | 10 | Younis Mahmoud (Csk) 90+4' |
| Cserék:              |    |                            |
| FW                   | 17 | Alaa Abdul-Zahra 73'       |
| MF                   | 11 | Hawar Mulla Mohammed 77'   |
| MF                   | 20 | Muthana Khalid 90+4'       |
| Szövetségi kapitány: |    |                            |
| Wolfgang Sidka       |    |                            |

| ÉSZAK-KOREA:         |    |                        |
|                      |    |                        |
| GK                   | 1  | Ri Mjongguk            |
| RB                   | 2  | Cha Jong-Hyok          |
| CB                   | 3  | Ri Jun-Il 48'          |
| CB                   | 5  | Ri Kwang-Chon          |
| LB                   | 12 | Jon Kwang-Ik           |
| CM                   | 17 | An Yong-Hak            |
| CM                   | 4  | Pak Namcshol           |
| RW                   | 23 | Kim Kuk-Jin 70'        |
| LW                   | 7  | Rjang Jonggi           |
| SS                   | 10 | Hong Yong-Jo (Csk) 34' |
| CF                   | 9  | Jong Tae-Se            |
| Cserék:              |    |                        |
| DF                   | 14 | Pak Namcshol 48'       |
| MF                   | 11 | Mun In-Guk 70'         |
| Szövetségi kapitány: |    |                        |
| Jo Tong Sop          |    |                        |

| Qusay Munir (Irak) Asszisztensek: Mu Yuxin (kínai) Mohd Sabri Bin Mat Daud (maláj) Negyedik számú játékvezető: Abdullah Al Hilali (ománi) |

## Egyesült Arab Emírségek – Irán
| 2011. január 19. 19:15 UTC+3 |

| Egyesült Arab Emírségek | 0–3               | Irán                                           |
| ----------------------- | ----------------- | ---------------------------------------------- |
|                         | (0–0) Jegyzőkönyv | Afshin 70' M. Nouri 83' W. Abbas 90+2' (öngól) |

| Qatar SC Stadion Nézőszám: 5012 Játékvezető: Kim Dong-Jin (dél-koreai) |

| United Arab Emirates | Iran |

| EGYESÜLT ARAB EMÍRSÉGEK: |    |                                |
|                          |    |                                |
| GK                       | 1  | Majed Naser 75'                |
| RB                       | 2  | Khalid Sebil Lashkari 71′, 79′ |
| CB                       | 8  | Hamdan Al Kamali 70'           |
| CB                       | 14 | Walid Abbas                    |
| LB                       | 17 | Yousif Jaber                   |
| CM                       | 4  | Subait Khater (Csk)            |
| CM                       | 5  | Amer Abdulrahman 64'           |
| AM                       | 10 | Ismail Matar                   |
| RW                       | 7  | Ali Al-Wehaibi 53'             |
| LW                       | 15 | Ismail Al Hammadi              |
| CF                       | 11 | Ahmed Khalil 75'               |
| Cserék:                  |    |                                |
| FW                       | 23 | Omar Abdulrahman 53'           |
| FW                       | 9  | Mohamed Al Shehhi 64'          |
| FW                       | 20 | Saeed Al Kathiri 75'           |
| Szövetségi kapitány:     |    |                                |
| Srečko Katanec           |    |                                |

| IRÁN:                |    |                           |
|                      |    |                           |
| GK                   | 20 | Shahab Gordan             |
| RB                   | 2  | Khosro Heydari            |
| CB                   | 3  | Farshid Talebi            |
| CB                   | 13 | Mohsen Bengar 34'         |
| LB                   | 11 | Ehsan Hajsafi 59'         |
| DM                   | 14 | Andranik Teymourian       |
| CM                   | 17 | Mohammad Nouri            |
| CM                   | 15 | Ghasem Hadadifar          |
| RW                   | 21 | Arash Afshin 22′, 75′     |
| LW                   | 8  | Masoud Shojaei (Csk) 46'  |
| CF                   | 19 | Mohammad Gholami 84'      |
| Cserék:              |    |                           |
| FW                   | 7  | Gholamreza Rezaei 51' 46' |
| DF                   | 20 | Mohammad Nosrati 59'      |
| FW                   | 16 | Reza Norouzi 84'          |
| Szövetségi kapitány: |    |                           |
| Afshin Ghotbi        |    |                           |

| Mérkőzés embere: Andranik Teymourian (Irán) Asszisztensek: Jeong Hae-sang (dél-koreai) Jang Jun-mo (dél-koreai) Negyedik számú játékvezető: Nawaf Shukralla (bahreini) |